# Тучалов, Магомед Юсупович
Магомед Юсупович Тучалов (30 декабря 1999) — российский самбист и представитель смешанных боевых искусств, призёр чемпионата России по ММА и призёр чемпионата России по боевому самбо.

## Биография
Является воспитанником кстовской СШОР по самбо, занимается под руководством тренеров Т. Ш. Тагирова и А. В.Чугреева. В 2019 году в Бахрейне выиграл Первенство мира по ММА. В начале июня 2022 года в Астрахани стал серебряным призёром чемпионата России по смешанному боевому единоборству (ММА) в весовой категории до 120 кг, в финале он уступил Шамилю Курамагомедову. 12 ноября 2023 года в Ханты-Мансийске победив Гамзата Сиражудинова, стал победителем Кубка Содружества в тяжелом весе (до 120,2 кг). 6 марта 2024 года в Брянске стал бронзовым призёром чемпионата России по боевому самбо в весовой категории свыше 98 кг.

## Спортивные достижения
- Чемпионат России по ММА 2023 — ;
- Чемпионат России по самбо 2024 — ;